# 圓形競技場峰
68°6′S 48°52′E / 68.100°S 48.867°E
圓形競技場峰是南極洲的山峰群，位於恩德比地，屬於奈伊山脈的一部分，澳大利亞的探險隊在1956年發現該山峰，並在1958年11月首次踏足。